# 철원군의 국회의원
철원군·김화군은 수복지구로서, 1956년 5월 15일 제3대 대통령 및 제4대 부통령 선거가 최초의 선거였다. 국회의원 선거는 1958년 5월 2일 제4대 국회의원 선거부터 실시되었다.

## 행정구역 변천
- 1954년 11월 17일 강원도 철원군·김화군으로 수복지구 재편
- 1963년 1월 1일 철원군 신서면이 연천군에 편입, 김화군을 폐지하여 철원군에 통합

## 철원군의 역대 국회의원 일람
| 대수         | 이름           | 소속정당     | 임기                               | 선거구역                                                               | 개표결과 |
| ------------ | -------------- | ------------ | ---------------------------------- | ---------------------------------------------------------------------- | -------- |
| 제4대        | 서임수(徐壬壽) | 무소속       | 1958년 5월 31일 - 1960년 7월 28일  | 철원군 일원(제11선거구)                                                | 보기     |
| 제4대        | 박현숙(朴賢淑) | 자유당       | 1958년 5월 31일 - 1960년 7월 28일  | 김화군 일원(제12선거구)                                                | 보기     |
| 제5대 민의원 | 황학성(黃鶴性) | 무소속       | 1960년 7월 29일 - 1961년 5월 16일  | 철원군 일원(제11선거구)                                                | 보기     |
| 제5대 민의원 | 신기복(金容海) | 민주당       | 1960년 7월 29일 - 1961년 5월 16일  | 김화군 일원(제12선거구)                                                | 보기     |
| 제6대        | 김재순(金在淳) | 민주공화당   | 1963년 12월 17일 - 1967년 6월 30일 | 철원군·화천군·양구군 일원(제6선거구)                                   | 보기     |
| 제7대        | 김재순(金在淳) | 민주공화당   | 1967년 7월 1일 - 1971년 6월 30일   | 철원군·화천군·양구군 일원(제6선거구)                                   | 보기     |
| 제8대        | 김재순(金在淳) | 민주공화당   | 1971년 7월 1일 - 1972년 10월 17일  | 철원군·화천군·양구군 일원(제6선거구)                                   | 보기     |
| 제9대        | 손승덕(孫承德) | 민주공화당   | 1973년 3월 12일 - 1979년 3월 11일  | 춘천시·춘성군·철원군·화천군·양구군 일원                                | 보기     |
| 제9대        | 홍창섭(洪昌燮) | 무소속       | 1973년 3월 12일 - 1979년 3월 11일  | 춘천시·춘성군·철원군·화천군·양구군 일원                                | 보기     |
| 제10대       | 손승덕(孫承德) | 민주공화당   | 1979년 3월 12일 - 1980년 10월 27일 | 춘천시·춘성군·철원군·화천군·양구군 일원                                | 보기     |
| 제10대       | 김준섭(金俊燮) | 신민당       | 1979년 3월 12일 - 1980년 10월 27일 | 춘천시·춘성군·철원군·화천군·양구군 일원                                | 보기     |
| 제11대       | 홍종욱(洪鍾旭) | 민주정의당   | 1981년 4월 11일 - 1985년 4월 10일  | 춘천시·춘성군·철원군·화천군 일원                                       | 보기     |
| 제11대       | 신철균(申喆均) | 한국국민당   | 1981년 4월 11일 - 1985년 4월 10일  | 춘천시·춘성군·철원군·화천군 일원                                       | 보기     |
| 제12대       | 이민섭(李敏燮) | 민주정의당   | 1985년 4월 11일 - 1988년 5월 29일  | 춘천시·춘성군·철원군·화천군 일원                                       | 보기     |
| 제12대       | 신철균(申喆均) | 한국국민당   | 1985년 4월 11일 - 1988년 5월 29일  | 춘천시·춘성군·철원군·화천군 일원                                       | 보기     |
| 제13대       | 김재순(金在淳) | 민주정의당   | 1988년 5월 30일 - 1992년 5월 29일  | 화천군·철원군 일원                                                     | 보기     |
| 제14대       | 김재순(金在淳) | 민주자유당   | 1992년 5월 30일 - 1993년 3월 31일  | 화천군·철원군 일원                                                     | 보기     |
| 제14대       | 이용삼(李龍三) | 민주자유당   | 1993년 6월 12일 - 1996년 5월 29일  | 화천군·철원군 일원                                                     | 보기     |
| 제15대       | 이용삼(李龍三) | 신한국당     | 1996년 5월 30일 - 2000년 5월 29일  | 철원군·화천군·양구군 일원                                              | 보기     |
| 제16대       | 이용삼(李龍三) | 새천년민주당 | 2000년 5월 30일 - 2004년 5월 29일  | 철원군·화천군·양구군 일원                                              | 보기     |
| 제17대       | 박세환(朴世煥) | 한나라당     | 2004년 5월 30일 - 2008년 5월 29일  | 철원군·화천군·양구군·인제군 일원                                       | 보기     |
| 제18대       | 이용삼(李龍三) | 통합민주당   | 2008년 5월 30일 - 2010년 1월 20일  | 철원군·화천군·양구군·인제군 일원                                       | 보기     |
| 제18대       | 한기호(韓起鎬) | 한나라당     | 2010년 7월 29일 - 2012년 5월 29일  | 철원군·화천군·양구군·인제군 일원                                       | 보기     |
| 제19대       | 한기호(韓起鎬) | 새누리당     | 2012년 5월 30일 - 2016년 5월 29일  | 철원군·화천군·양구군·인제군 일원                                       | 보기     |
| 제20대       | 황영철(黃永哲) | 새누리당     | 2016년 5월 30일 - 2019년 10월 31일 | 홍천군·철원군·화천군·양구군·인제군 일원                                | 보기     |
| 제21대       | 한기호(韓起鎬) | 미래통합당   | 2020년 5월 30일 - 2024년 5월 29일  | 춘천시·철원군·화천군·양구군 을: 춘천시 일부, 철원군·화천군·양구군 일원 | 보기     |
| 제22대       | 한기호(韓起鎬) | 국민의힘     | 2024년 5월 30일 -                  | 춘천시·철원군·화천군·양구군 을: 춘천시 일부, 철원군·화천군·양구군 일원 | 보기     |

## 같이 보기
- 춘천시의 국회의원
- 화천군의 국회의원
- 양구군의 국회의원
- 인제군의 국회의원
- 홍천군의 국회의원
- 철원군·화천군·양구군
- 철원군·화천군·양구군·인제군
- 홍천군·철원군·화천군·양구군·인제군
- 춘천시·철원군·화천군·양구군 을